# Backomyia
Backomyia is een vliegengeslacht uit de familie van de roofvliegen (Asilidae).

## Soorten
- B. anomala Wilcox & Martin, 1957
- B. hannai Wilcox & Martin, 1957
- B. limpidipennis (Wilcox, 1936)
- B. schlingeri Wilcox & Martin, 1957
- B. seminoensis Lavigne, 1971
- B. semioensis Lavigne, 1971